# Tullius Hammargren
Erik Tullius Hammargren (24 octobre 1814 à Grava - mort le 14 septembre 1899 à Karlskoga) est un prêtre suédois, ornithologue et auteur de manuels scolaires. Hammargren a publié plusieurs livres sur les sciences naturelles, en particulier dans le domaine de l'ornithologie.

## Biographie
Erik Tullius Hammargren est né à Trangärdstorp dans la paroisse de Grava, en Värmland, juste au nord de Karlstad. Il était le fils du doyen Anders Hammargren, qui était pasteur à Hesselskog. Sa mère, Sara Johanna Piscator, appartenait à la famille de pasteurs värmlandaise Piscator, et son père, Anders Piscator, était organiste de la cathédrale, compositeur et pasteur.
Pendant une période dans les années 1870, Selma Lagerlöf, la nièce par alliance de sa femme, vivait avec eux lorsqu'elle a passé sa confirmation à l'été 1875. C'est pendant cette période qu'elle séjournait à la résidence du doyen avec sa tante et Tullius Hammargren, où elle a puisé notamment l'inspiration pour le roman Charlotte Löwensköld de 1925, dans lequel elle appelle Karlskoga Korskyrka.